# Nephilengys cruentata
Nephilengys cruentata är en spindelart som först beskrevs av Fabricius 1775.  Nephilengys cruentata ingår i släktet Nephilengys och familjen Nephilidae. Inga underarter finns listade i Catalogue of Life.